# Szczelina pod Lodową
Szczelina pod Lodową – jaskinia w Dolinie Kościeliskiej w Tatrach Zachodnich. Wejście do niej znajduje się na wschodnim zboczu górnej części Wąwozu Kraków w stoku Mechów pod Jaskinią Lodową Krakowską na wysokości 1561 m n.p.m. Długość jaskini wynosi 6 metrów, a jej deniwelacja 1,5 metra.

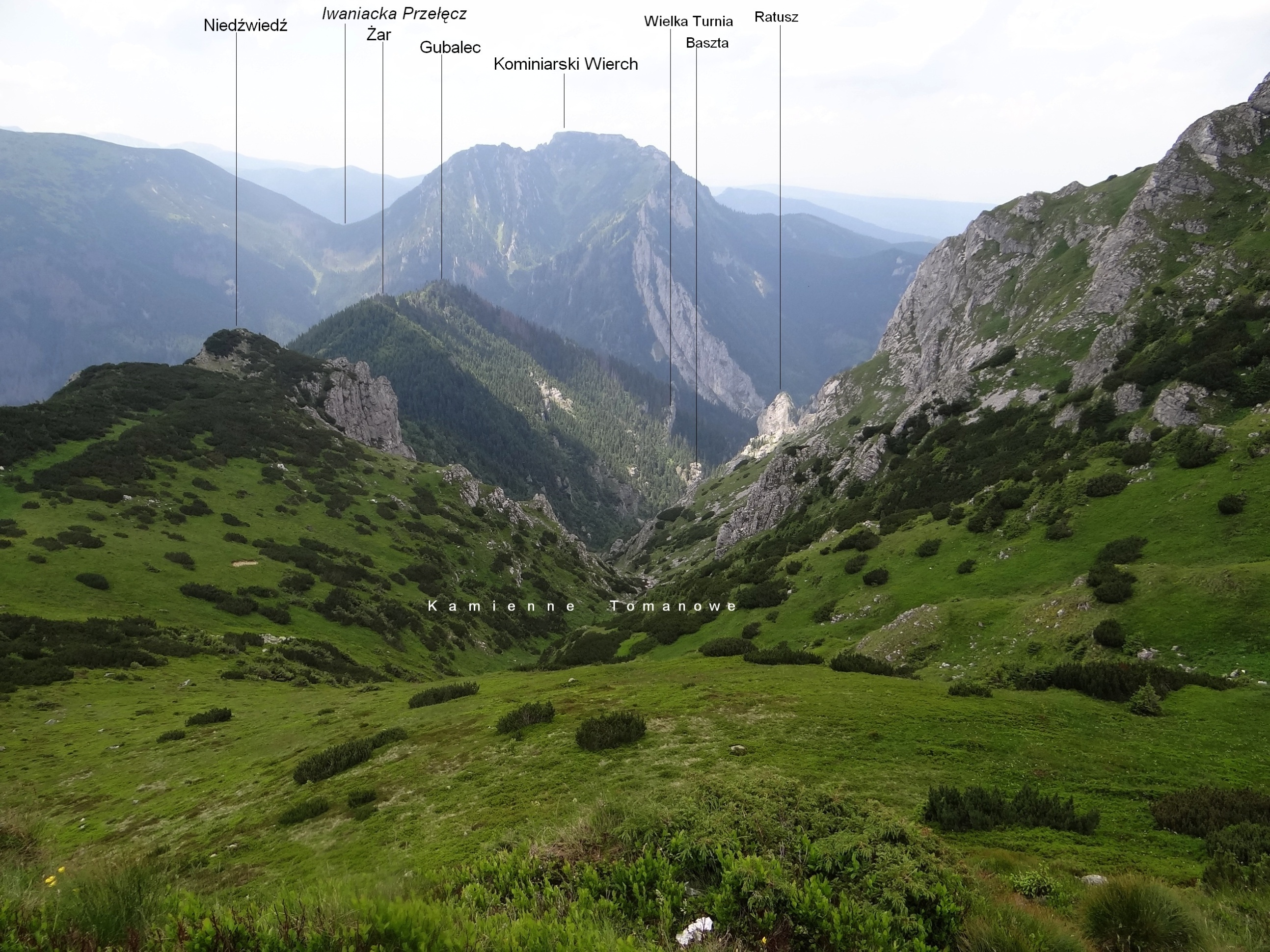
Widok na górną część Wąwozu Kraków

## Opis jaskini
Jaskinię stanowi wąski, szczelinowy, zwężający się korytarzyk zaczynający się w wysokim i wąskim otworze wejściowym, a kończący szczeliną nie do przejścia. Prawdopodobnie przez szczeliny jaskinia ma połączenie z Jaskinią Lodową Krakowską.

## Przyroda
W jaskini brak jest nacieków. Na ścianach rosną niewielkie ilości mchów i glonów. Dno pokrywa lód.

## Historia odkryć
Brak jest danych o odkrywcach jaskini. Pierwszy jej plan i opis sporządziła I. Luty przy pomocy R. Cygana w 1994 roku.